# Pick-up Voice
Pick-up Voice（ピックアップ ボイス）は、EMTG株式会社が発行していた声優情報誌。

## 概要
毎月28日に発売していた。
元々は音楽専科社より発行されていた。
音楽専科社時代にhm3増刊として創刊、後にhm3の後継である hm3 SPECIALと統合し、月刊化。2016年の音楽専科社破産によって、発売間近だったvol.107が発売不能となるが、急遽アニメイト専売で刊行。次号は辰巳出版が引き継ぎ『声優 Pick-up Actor』として発売したが、vol.1のみに留まった。代わって、EMTG株式会社がPick-up Voiceの名前に戻して刊行を開始することを発表した。しかし、EMTGとしても2019年8月26日発売号をもって、休刊となった。

## 歴史
- 2007年4月28日：『hm3 PRESENTS VOICE ACTOR MAGAZINE Pick-Up Voice』 vol.1発売
- 2008年6月28日：hm3 SPECIALとの統合第1号『hm3 SPECIAL PRESENTS VOICE ACTOR MAGAZINE Pick-up Voice』 vol.8発売、月刊化
- 2016年
  - 9月20日：音楽専科社事業停止
  - 10月8日：9月26日発売予定だった2016年11月号（Vol.107）をアニメイト限定で発売
  - 10月19日：音楽専科社破産
  - 10月26日：辰巳出版より『Pick-up Voice』を引き継ぐ形で『声優Pick-upActor』  vol.1発売
- 2017年1月26日：『Pick-up Voice』復刊、EMTG株式会社より『hm3 SPECIAL PRESENTS VOICE ACTOR MAGAZINE Pick-up Voice』 vol.108（2017年3月号）発売、以降再び月刊（正式な月刊化はまだで、ムック扱いのまま月刊ペースでの発売）
- 2019年8月26日：休刊

## 類似雑誌
- 声優グランプリ（主婦の友社）
- ボイスニュータイプ（角川書店）
- 声優アニメディア（学習研究社）
- B.L.T. VOICE GIRLS（東京ニュース通信社）
- 声優パラダイスR（秋田書店）